# Бертрум (Міннесота)
Бертрум (англ. Burtrum) — місто (англ. city) в США, в окрузі Тодд штату Міннесота. Населення — 123 особи (2020).

## Географія
Бертрум розташований за координатами 45°51′57″ пн. ш. 94°41′15″ зх. д. / 45.86583° пн. ш. 94.68750° зх. д. (45.865862, -94.687368).  За даними Бюро перепису населення США в 2010 році місто мало площу 1,47 км², уся площа — суходіл.

## Демографія
Згідно з переписом 2010 року, у місті мешкали 144 особи в 63 домогосподарствах у складі 38 родин. Густота населення становила 98 осіб/км².  Було 73 помешкання (50/км²).
Расовий склад населення:
| - 98,6 % — білих |

До двох чи більше рас належало 1,4 %. Частка іспаномовних становила 1,4 % від усіх жителів.
За віковим діапазоном населення розподілялося таким чином: 27,8 % — особи молодші 18 років, 52,8 % — особи у віці 18—64 років, 19,4 % — особи у віці 65 років та старші. Медіана віку мешканця становила 39,3 року. На 100 осіб жіночої статі у місті припадало 97,3 чоловіків;  на 100 жінок у віці від 18 років та старших — 103,9 чоловіків також старших 18 років.
Середній дохід на одне домашнє господарство  становив 59 984 долари США (медіана — 42 500), а середній дохід на одну сім'ю — 75 578 доларів (медіана — 66 667). За межею бідності перебувало 4,7 % осіб, у тому числі 3,0 % дітей у віці до 18 років та 15,4 % осіб у віці 65 років та старших.
Цивільне працевлаштоване населення становило 70 осіб. Основні галузі зайнятості: освіта, охорона здоров'я та соціальна допомога — 18,6 %, науковці, спеціалісти, менеджери — 12,9 %, виробництво — 11,4 %, транспорт — 10,0 %.